# Ивашево (Ильинский район)
Ива́шево — село Ильинского района Ивановской области России, административный центр Ивашевского сельского поселения.

## География
Расположено на берегу реки Ухтома в 7 км на восток от райцентра посёлка Ильинское-Хованское.

## История
Каменная церковь с колокольней в селе построена в 1762 году, ранее здесь находилась деревянная церковь, которая сгорела. Престолов в ней было три: Спаса Нерукотворного Образа, Рождества Пресвятой Богородицы и св. Софии и трёх её дочерей.
В конце XIX — начале XX село являлось центром Ивашевской волости Ростовского уезда Ярославской губернии. 
С 1929 года село являлось центром Ивашевского сельсовета Ильинского района, в 1946—1960 годах в составе Аньковского района, с 2005 года — центр Ивашевского сельского поселения.

## Население
| 1859 | 1914 | 2010 |
| ---- | ---- | ---- |
| 360  | ↗400 | ↗534 |

## Инфраструктура
В селе имеются дом культуры, фельдшерско-акушерский пункт, отделение почтовой связи. До 2011 года в селе действовала Ивашевская основная общеобразовательная школа.

## Достопримечательности
В селе расположена недействующая Церковь Спаса Нерукотворного Образа (1762).